# Зографски, Владимир
Владимир Зографски (болг. Владимир Зографски; род. 14 июля 1993 года, Самоков, Болгария) —  болгарский прыгун с трамплина. Чемпион мира среди юниоров 2011 года. Участник Олимпийских Игр 2014 года в Сочи.

## Карьера
Владимир Зографски родился в спортивной семье. Его отец — болгарский прыгун с трамплина Эмиль Зографски, участник Олимпийских Игр 1988 и 1992 года, младший брат Мартин — начинающий прыгун. Одним из наставником болгарина является Йоахим Винтерлих — тренер известного немецкого спортсмена Йенса Вайсфлога.
Первые прыжки Владимир совершил в детстве на трамплине в родном Самокове, в единственном городе Болгарии, где есть лыжный трамплин.
Дебют Зографски в прыжках с трамплина произошёл на Континентальном кубке в 2005 году, когда ему было 12 лет.  В 2007 году он впервые принял участие в Чемпионате Мира среди юниоров в Тарвизио, Италия, где занял последнее место.
Первый старт болгарина на Кубке Мира состоялся 14 декабря 2008 года в итальянском Праджелато, где он занял 43 место. В этом же сезоне участвовал в Чемпионате Мира по лыжным видам спорта в чешском Либереце, где на нормальном трамплине показал 43 результат.
Зимой 2010/11 в Энгельберге Зографски получил свои первые очки Кубка мира: за  28-е и 23-е место. В феврале 2011 года победил на Чемпионате Мира среди юниоров в эстонском Отепя, опередив австрийца Штефана Крафта и местного спортсмена Каарела Нурмсалу, а на взрослом Чемпионате Мира-2011 в Осло занял 34 место на нормальном трамплине и 37 место на большом трамплине.
В сезоне 2011/12 года Владимир занял своё лучшее место на сегодняшний день в Кубке Мира — восьмое, на этапе в норвежском Лиллехамере.
В конце февраля 2013 года стартовал на Чемпионате Мира по лыжным видам спорта в Валь-ди-Фьемме, Италия. На среднем трамплине показал 40 результат, на большом — 31 место.
Впервые на Олимпийских играх принял участие в 2014 в Сочи, где на большом трамплине занял 47 место.
Победитель Универсиады - 2015.